# Miedziane

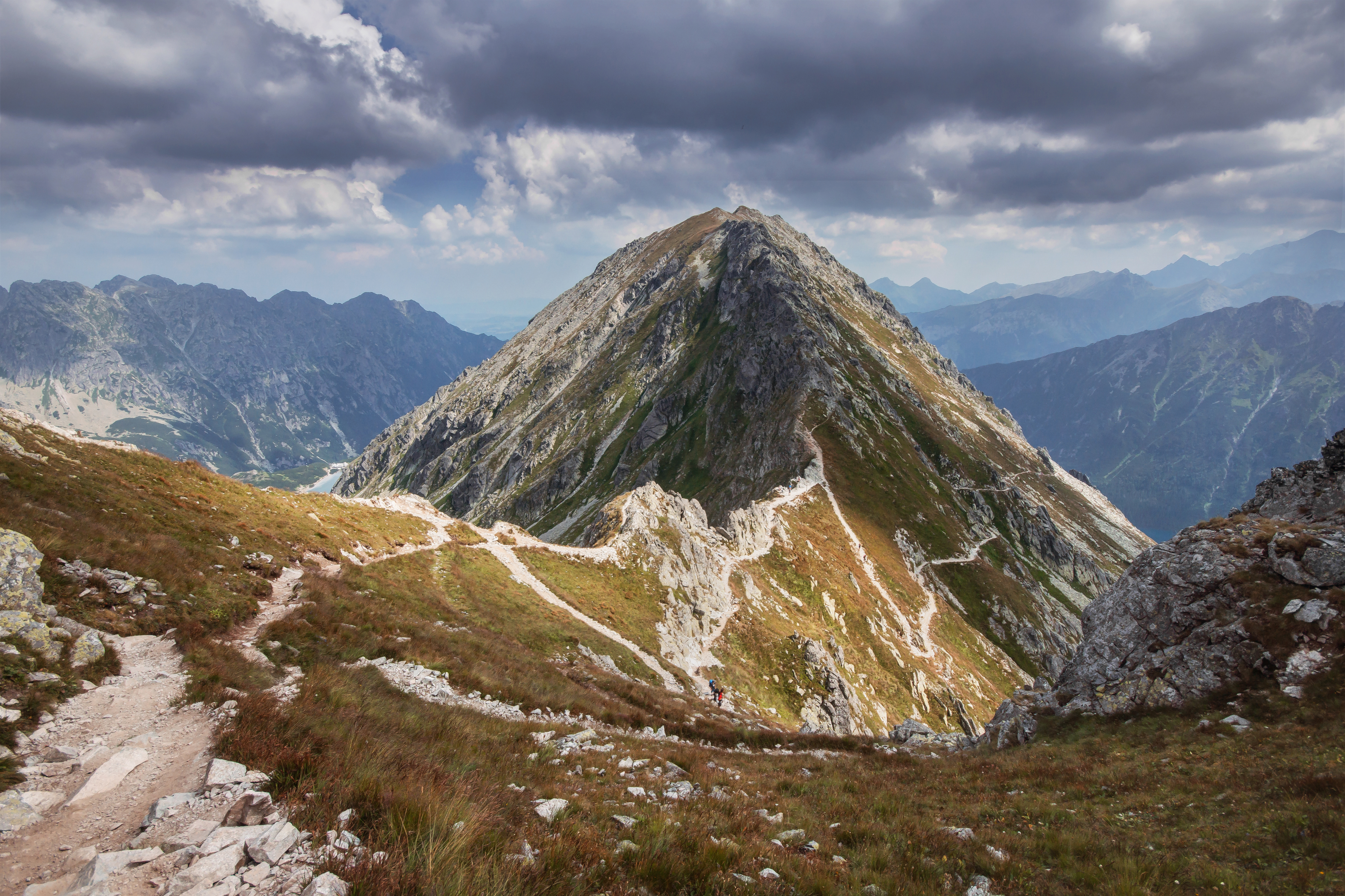
Blick vom Gipfel Szpiglasowy Wierch

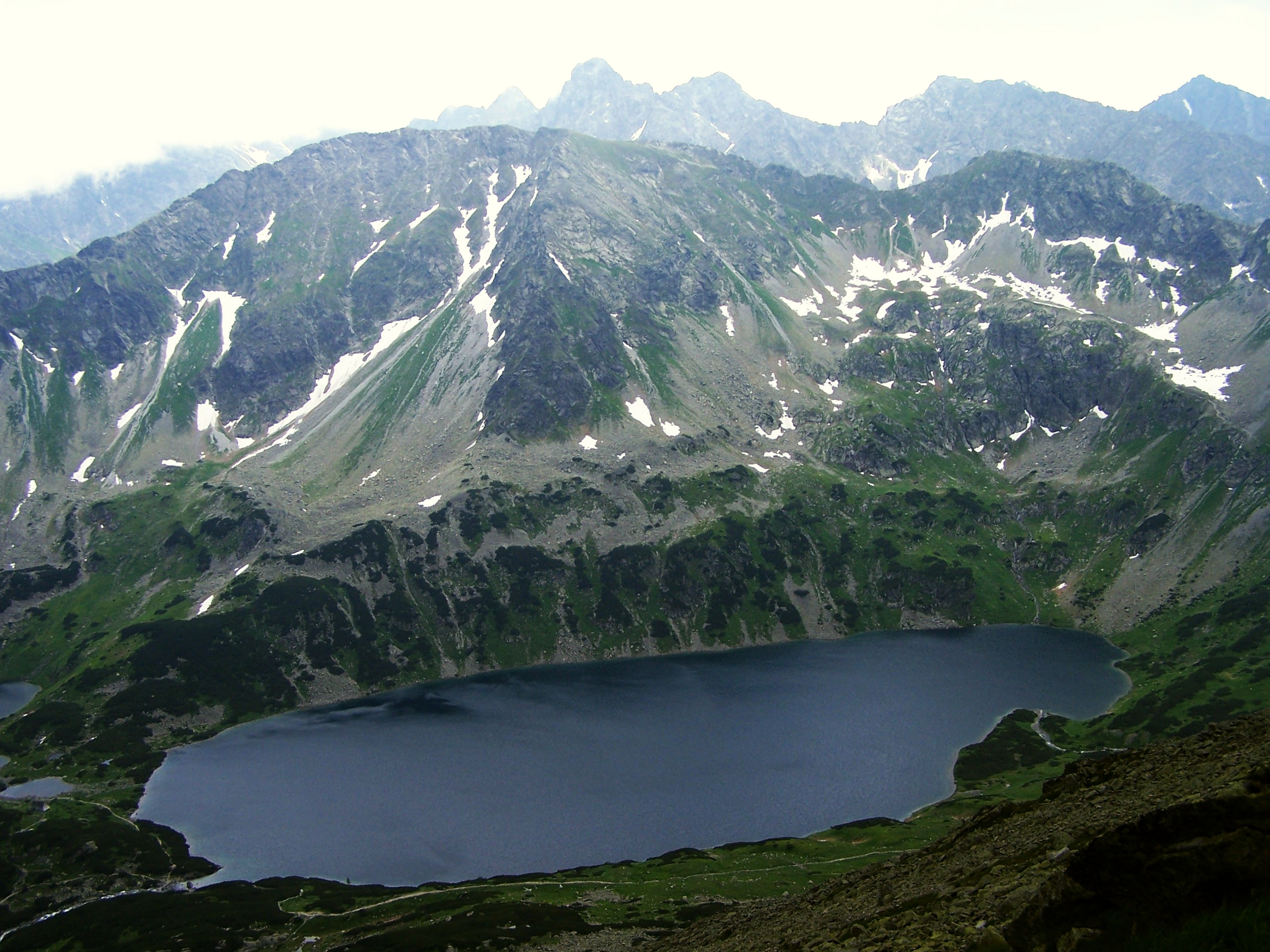
Blick vom Tal Dolina Pięciu Stawów Polskich

Der Miedziane ist ein Berg im Massiv der Miedziane Grań in der polnischen Hohen Tatra in der Woiwodschaft Kleinpolen mit einer Höhe von 2233 m n.p.m.

## Lage und Umgebung
Unterhalb des Gipfels liegen die Täler Dolina Rybiego Potoku im Osten und Dolina Pięciu Stawów Polskich im Westen.
Vom Gipfel des Szpiglasowy Wierch im Süden wird der Miedziane durch den Bergpass Szpiglasowa Przełęcz und von dem Gipfel des Opalony Wierch durch den Bergpass Marchwiczna Przełęcz getrennt. Das dazwischen liegende Massiv des Miedziane ist 1,4 km lang und hat mehrere Gipfel, von denen der Filar z Orłem mit 2233 m. ü.N.N. der Höchste ist.
In seinem Westhang befinden sich zwei Höhlen, die Dziura w Miedzianym Kosturze I und die Dziura w Miedzianym Kosturze II.

## Etymologie
Der Name Miedziane lässt sich als Kupferberg übersetzen. Er rührt daher, dass im 18. Jahrhundert Kupfer in seinen Hängen abgebaut wurde. Als im 19. Jahrhundert der Bergbau eingestellt und der Berg vor allem für die Almwirtschaft genutzt wurde, hat man den Namen beibehalten.

## Flora und Fauna
Der Miedziane wurde aufgrund seiner reichen und seltenen Flora 1956 zu einem strikten Naturreservat erklärt. 

## Erstbesteigung
Der Aufstieg auf den Miedziane ist recht einfach. Es ist daher davon auszugehen, dass er bereits spätestens seit dem 17. Jahrhundert von Hirten, Bergleuten und Wilderern bestiegen wurde. Die auf ihm angelegte Alm reichte bis zum Gipfel. Die ersten urkundlich nachweisbaren Besteigungen:
- Sommer: Franciszek Herbich 1832
- Winter: Henryk Bednarski am 17. April 1911

## Tourismus
Der Miedziane war bei Wanderern sehr beliebt, da er leicht zu besteigen war und sich von seinem Gipfel einer der schönsten Rundblicke auf die Hohe Tatra ergibt. In den Jahren 1894 bis 1896 wurde auf seinem Gipfel von den damals führenden polnischen und deutschen Landschaftsmalern das 115 Meter lange und 16 Meter hohe Rundgemälde Panorama Tatr gemalt, das zunächst in München und dann in Warschau in einer eigens dafür gebauten Rotunde ausgestellt wurde. Ludwig Boller kam bei den Arbeiten am Rundgemälde durch einen Sturz in seinem Münchner Atelier ums Leben. Weder die Rotunde noch das Gemälde haben die Wirren des XX. Jahrhunderts überdauert. Das ganze Massiv des Miedziane wurde aufgrund der dort vorkommenden seltenen alpinen Vegetation 1956 zum strikten Naturreservat erklärt und der Wanderweg über seinen Kamm geschlossen. Ein Aufstieg auf den Gipfel ist daher derzeit nicht mehr möglich. Der Bergpass Szpiglasowa Przełęcz ist der Punkt, an dem man dem Gipfel am nächsten kommen kann. Von dort bietet er dem Betrachter eine Pyramidenform.
Am Fuße des Massivs befinden sich die Schutzhütten Schronisko PTTK nad Morskim Okiem im Osten und Schronisko PTTK w Dolinie Pięciu Stawów Polskich im Westen.

## Belege
- Zofia Radwańska-Paryska, Witold Henryk Paryski, Wielka encyklopedia tatrzańska, Poronin, Wyd. Górskie, 2004, ISBN 83-7104-009-1.
- Tatry Wysokie słowackie i polskie. Mapa turystyczna 1:25.000, Warszawa, 2005/06, Polkart, ISBN 83-87873-26-8.